# Dolichoderus crawleyi
Dolichoderus crawleyi é uma espécie de formiga do gênero Dolichoderus.